# Lamarque-Rustaing
Lamarque-Rustaing település Franciaországban, Hautes-Pyrénées megyében. Lakosainak száma 54 fő (2022. január 1.). Lamarque-Rustaing Luby-Betmont, Bugard, Mun, Sère-Rustaing és Villembits községekkel határos.

## Népesség
A település népességének változása:
| Lakosok száma | 64   | 57   | 55   | 53   | 51   | 53   | 53   | 54   | 54   |
|               | 2013 | 2015 | 2016 | 2017 | 2018 | 2019 | 2020 | 2021 | 2022 |